# 六维空间
六維空間 是指任何擁有六個維度的空間，六自由度，並且需要六個數據或坐標來指定該空間中的位置。這些座標可以有無限多種 但最有趣的是更簡單的模型的一些方面的環境。 其中最有趣的是六維歐幾里得空間， 在其之中可構造出六維多胞形以及五維球面。 六維有限空間 以及 雙曲空間同時也被研究，具有恆定的正和負曲率。
以狹義來說，六維歐幾里得空間，ℝ6，是通過將所有實六元數視為該空間的六個向量而生成的。因此，它具有所有歐氏空間的性質，因此它是線性的，具有度量和一組完整的向量操作。特別地，兩個六維向量之間的點積容易定義，並且可以用於計算度量。 6 × 6的點積可以用於描述例如定點旋轉變換的幾何操作。
以廣義來說的，任何可以用六個坐標描述的空間， 不一定必須要是歐幾里得空間，但必須是六維的。其中一個例子就是六維球面的表面， S6。這是七維歐幾里得空間中與原點等距的所有點的集合。 這個約束減少了描述六維球面上的所有的點所需的坐標數量，因此它具有六個維度。這種非歐幾里得空間比歐幾里德空間更為常見，在六個維度上它們具有更多的應用。

## 幾何

### 六維多胞形
在六維空間中的多胞形都稱為六維多胞形。 最常見的是正多胞形，而這些正多胞形在六維空間中只有三個： 六維單純形，六維超方形，六維正軸形。而更廣義的類型是六維均勻多胞形，是由反射的基本對稱群構造出的，每一個域由考斯特群定義。 每一個均勻多胞形是由一個環形考斯特-丁肯圖定義的。 六維半超方形是一個D6家族中的一個特殊多胞形，而221以及122則是屬於E6家族。
| A6             | BC6            | BC6            | D6               | E6      | E6      |
| -------------- | -------------- | -------------- | ---------------- | ------- | ------- |
| · 六維單純形 · | · 六維超方形 · | · 六維正軸形 · | · 六維半超方形 · | · 221 · | · 122 · |

### 五維球面
一個五維球面，或是一顆六維球體，是一個從五維曲面到中心點皆等距的超球體。它的符號為S5，而關於五維球面的方程式，設半徑為r，其超球心為
{\displaystyle S^{5}=\left\{x\in \mathbb {R} ^{6}:\|x\|=r\right\}.}
而這個五維球面在六維空間的體積是
{\displaystyle V_{6}={\frac {\pi ^{3}r^{6}}{6}}}
也就是5.16771 × r6，而一個六維超立方體中最大的內接六維超球大約等同於該六維超立方體的0.0807倍。

### 六維球面
六維球面，或是七維空間的超球體， 是一個從六維曲面到中心點皆等距的超球體。它的符號為S6，而關於六維球面的方程式，設半徑為r，其超球心為
{\displaystyle S^{6}=\left\{x\in \mathbb {R} ^{7}:\|x\|=r\right\}.}
而這個六維球面在七維空間的體積是
{\displaystyle V_{7}={\frac {16\pi ^{3}r^{7}}{105}}}
也就是4.74277 × r7，而一個七維超立方體中最大的內接七維超球大約等同於該七維超立方體的0.0369倍。

## 應用

### 三維變換
在三維空間中，一個硬性變換有著六自由度， 三個沿著三個座標軸和三個旋轉群的平移。 通常這些變換被單獨處理，因為它們具有非常不同的幾何結構， 而處理它們的方式為將它們視為單個六維對象。

#### 螺桿理論
在螺桿理論中，角速度和線速度被結合成一個六維的單一物體，稱為纏結。一個稱為扭結的類似物體結合了六維空間中的力以及力矩。 這些可以被視為在改變參考係時線性變換的六維向量。變換以及旋轉並不能以這樣的方式操作，而是與冪的扭曲有關。

#### 相空間

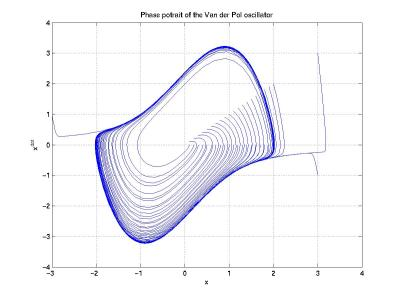
范德波爾振盪器的相肖像

相空間是由粒子的位置和動量構成的空間，其可以在相圖中一起繪製以突出量之間的關係。在三維中移動的一般粒子具有六維的相位空間，繪圖將會太多，但他們可以在數學上分析。

### 四維空間中的旋轉
在四維空間中的旋轉組，SO(4),有著六自由度。 想像此旋轉可透過考慮將4 × 4 的矩陣代表為一個旋轉：作為一個正交矩陣的話，這個矩陣就被確定了。 直到符號的改變，例如主要對角線上方的六個元素。但這個群不是線向的，並且比其他的構造複雜了許多。
另一種觀察這個群的方式是用四元數乘法表，每一個四維空間中的旋轉可以通過乘以一對單位的四元數來實現，一個在向量之前而一個在後。這些四元數是獨特的，直到它們的符號改變，並且當以這種方式使用時產生所有旋轉， 所以乘積的群，S3 × S3，是一個SO(4)的雙重覆疊 且必須要有六個維度。
即使我們所居住的空間被認為是三維的，仍然對於四維空間有著實際應用。四元數，其中一種方式是在三維空間中描述其旋轉，由四維空間組成。四元數之間的旋轉，例如用於內插，位於四維空間內。有著三個空間維度以及一個時間維度的時空也是四維的，即使和歐幾里得空間有著不同的結構。

### 電磁學
在電磁學中，電磁場通常被認為是由兩件事情組成 電場和磁場。 它們皆屬於三維空間中的向量場，通過馬克士威方程組而互相關聯。第二種方法是將它們組合為單個物體，即六維電磁張量 一個張量或雙重向量的值表示電磁場。 使用這個麥克斯韋方程可以從四個方程壓縮成一個特別緊湊的單一方程：
{\displaystyle \partial \mathbf {F} =\mathbf {J} \,}
其中F是電磁張量的雙重向量形式，J是四維電流密度，而∂是一個合適的微分算子。

### 弦理論

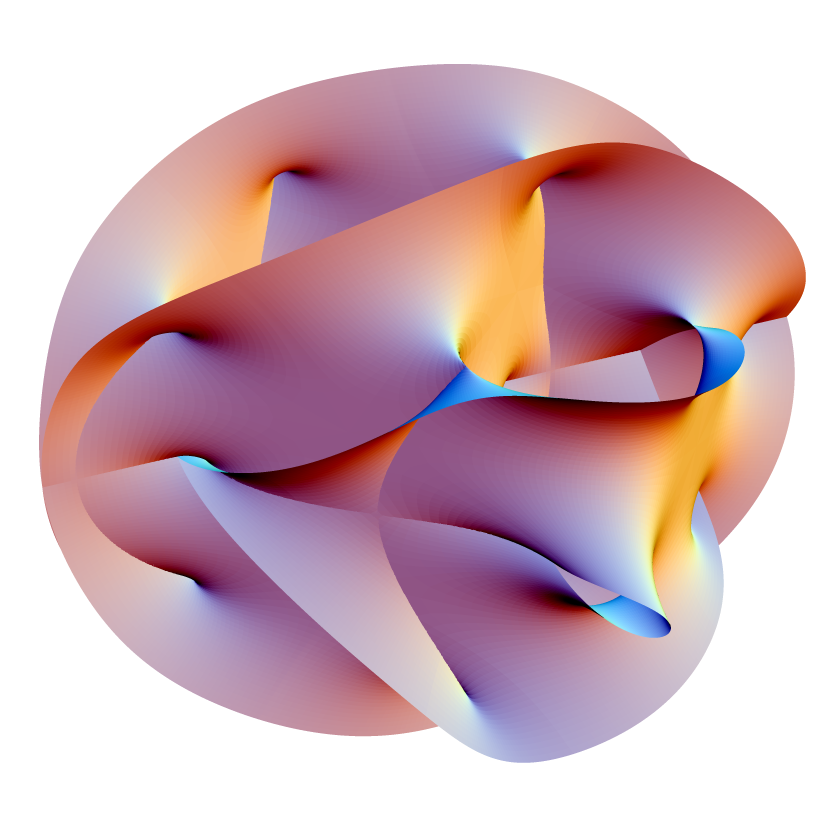
卡拉比－丘流形的三維投影

在物理學中，弦理論的內容是嘗試使用一個單一的數學模型來描述廣義相對論以及量子力學。 雖然是一個試圖模擬我們的宇宙，它發生在一個空間比我們熟悉的四個空間時間更多的維度。特別地，許多弦理論發生在十維空間中，加上一個額外的六維空間。 這些額外的維度是理論所需要的，但是因為它們不能被觀察到被認為是相當不同，也許緊化以與特定的幾何形狀形成的六維空間太小而不能觀察到。
自從1997年，其他弦理論學者開始針對於六維空間進行研究。 小型弦理論屬於五維空間以及六維空間的非引力弦理論，是在考慮十維空間為弦理論的極限時出現的。

## 理論背景

### 四維空間中的雙重向量
許多上述應用可以通過考慮四維中的實數六維二重向量而在代數上彼此相關。 它們可以對於歐幾里德空間中的二重向量集而被寫成Λ2ℝ4，或是對於時空中的二重向量集而被寫成Λ2ℝ3,1。普呂克座標是ℝ4中的二重向量，而前面討論的電磁張量是ℝ3,1中的一個二重向量。 二重向量可以用於透過指數圖生成ℝ4或是ℝ3,1 中的旋轉（例如，應用Λ2ℝ4中所有二重向量的指數圖生成ℝ4中的所有旋轉）。 它們也可以透過齊次坐標而與三維空間中的普通變換相關，其可以被認為是ℝ4中的修改旋轉。
雙重向量由四個向量對之間的所有可能的外代數的和產生。因此，它們具有C4
2 =6個組件，並且可以最通用地寫成
{\displaystyle \mathbf {B} =B_{12}\mathbf {e} _{12}+B_{13}\mathbf {e} _{13}+B_{14}\mathbf {e} _{14}+B_{23}\mathbf {e} _{23}+B_{24}\mathbf {e} _{24}+B_{34}\mathbf {e} _{34}}
它們是第一個不能全部由向量對的乘積產生的二重向量。 它們可以是簡單二重向量，而由他們所生成的旋轉則是單旋轉。 而其他在四維空間中的旋轉則是雙旋轉，而等斜旋轉]並且對應於不能由單個外代數產生的非簡單二重向量。

### 六維向量空間
六維向量空間是六維歐幾里得空間的向量。 就像其他的向量如線性，可以像其他維度一樣被減去和縮放。在高維度中向量的維度不是使用字母，更高的維度通常使用後綴來指定維度，所以一般的六維向量空間可以被記做 a = (a1, a2, a3, a4, a5, a6)。如這樣表示時，六個基向量維 (1, 0, 0, 0, 0, 0), (0, 1, 0, 0, 0, 0), (0, 0, 1, 0, 0, 0), (0, 0, 0, 1, 0, 0), (0, 0, 0, 0, 1, 0) ,(0, 0, 0, 0, 0, 1).
在向量運算符中，向量積不能在六個維度中使用；而是兩個六維向量的外代數導致具有15個維度的二重向量。 兩個向量的數量積是
{\displaystyle \mathbf {a} \cdot \mathbf {b} =a_{1}b_{1}+a_{2}b_{2}+a_{3}b_{3}+a_{4}b_{4}+a_{5}b_{5}+a_{6}b_{6}.}
它可以用來找出兩個向量之間的角度和範數，
{\displaystyle \left|\mathbf {a} \right\vert ={\sqrt {\mathbf {a} \cdot \mathbf {a} }}={\sqrt {{a_{1}}^{2}+{a_{2}}^{2}+{a_{3}}^{2}+{a_{4}}^{2}+{a_{5}}^{2}+{a_{6}}^{2}}}.}
這可以用於例如計算六維立方體的對角線；其中一個角在原點，邊緣與軸線對齊，而邊長為1，相對的角在(1, 1, 1, 1, 1, 1), 而範數是
{\displaystyle {\sqrt {1+1+1+1+1+1}}={\sqrt {6}}=2.4495,}
這是6維立方體的對角線的矢量的長度。

### 吉布斯雙重向量
在1901年，约西亚·威拉德·吉布斯發表了一個在包括六維向量空間上具有影響力的研究，他稱為 ＂二重向量＂。它由單個物體中的兩個三維向量組成，他曾經用以描述三維中的有限空間。 它已經失去使用，因為其他技術已經發展，而名稱＂雙重向量＂現在與幾何代數更緊密相關。

## 外部連結
- Lounesto, Pertti. . Cambridge: Cambridge University Press. 2001. ISBN 978-0-521-00551-7.

- Aharony, Ofer. . Quantum Grav. 2000, 17 (5). Bibcode:2000CQGra..17..929A. doi:10.1088/0264-9381/17/5/302.